# Ghirza
Ghirza è il nome moderno di un'antica città di epoca romana, nella provincia d'Africa, a sud-ovest di Leptis Magna.
La città era situata in un'area semidesertica dell'interno, sullo uadi Ghirza, a 5 km dalla sua confluenza nello uadi Zemzem, e si sviluppò a partire dalla fine del II secolo d.C., in seguito all'organizzazione del Limes Tripolitanus sotto l'imperatore Settimio Severo.
La città è forse identificabile con quella di Gereisa, riportata dal geografo Claudio Tolomeo nella zona della Sirte. Nel IV secolo vi ebbe sede la maggiore guarnigione di contadini-soldati (limitanei) e i nomi riportati nelle iscrizioni sulle tombe testimoniano che gli abitanti erano di origine indigena, pur adottando lingua, nomi e costumi romani.
Vennero costruite dighe e cisterne, che consentirono lo sfruttamento agricolo, e fattorie fortificate (centenaria) che facevano parte dell'organizzazione del limes. Nella città si conservano i resti di un tempio, forse dedicato al dio libico Gurzil.
I resti meglio conservati appartengono a due necropoli, a nord e a sud, con mausolei riccamente decorati in uno stile che mescola elementi romani e indigeni (in particolare le rappresentazioni di cacce e di attività agricole). I mausolei vennero realizzati con blocchi di calcare locale.
La città conobbe un declino progressivo nel corso della tarda antichità, fino a venire definitivamente abbandonata dopo la conquista islamica della regione. 

## Necropoli nord

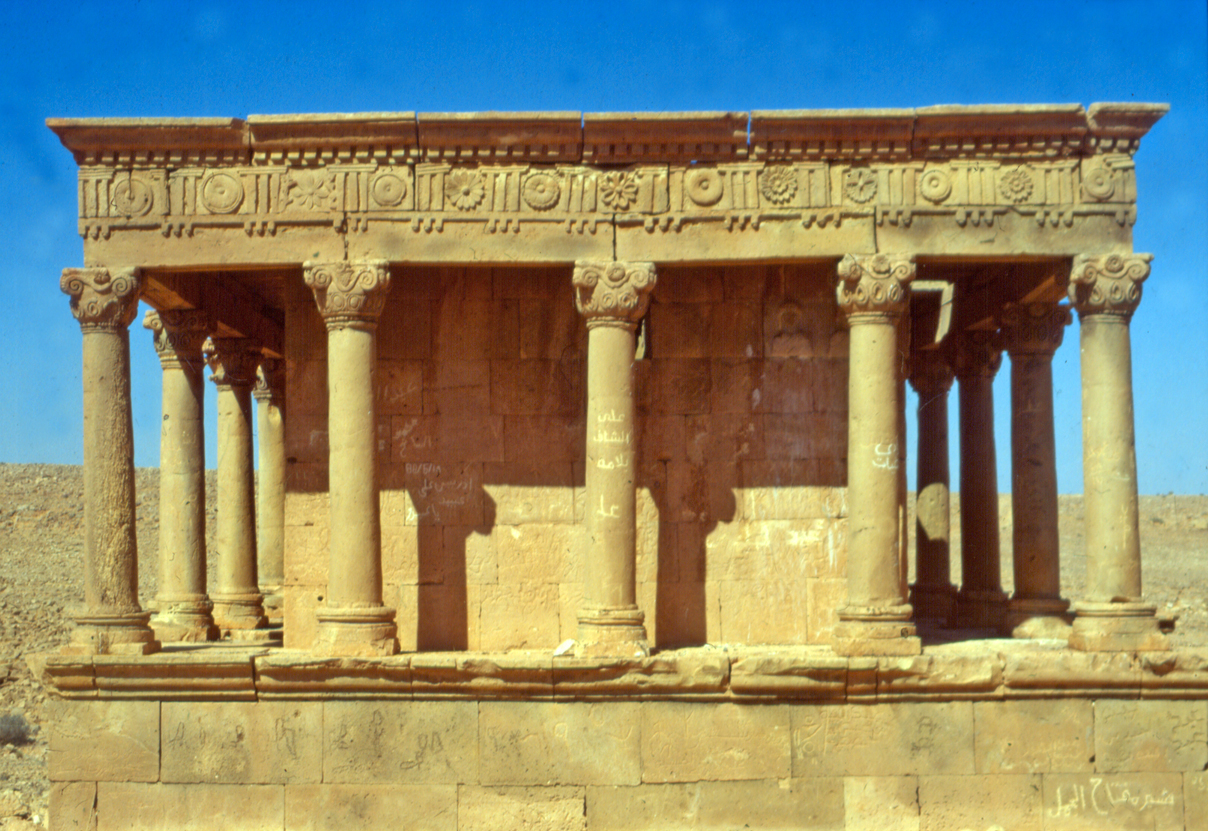
Tomba A della necropoli nord (lato sud)
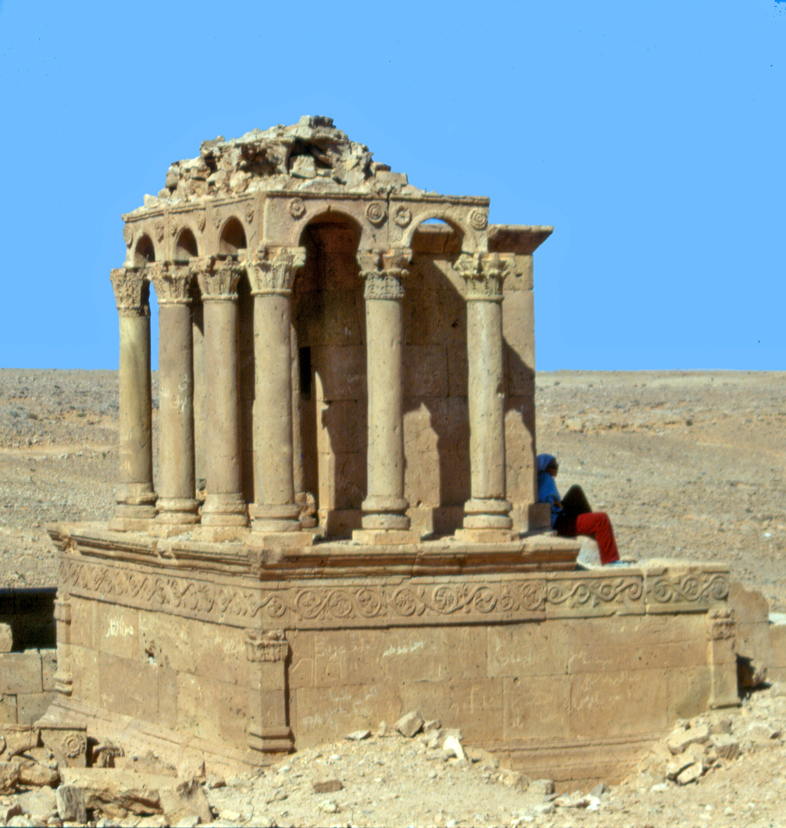
Tomba B della necropoli nord
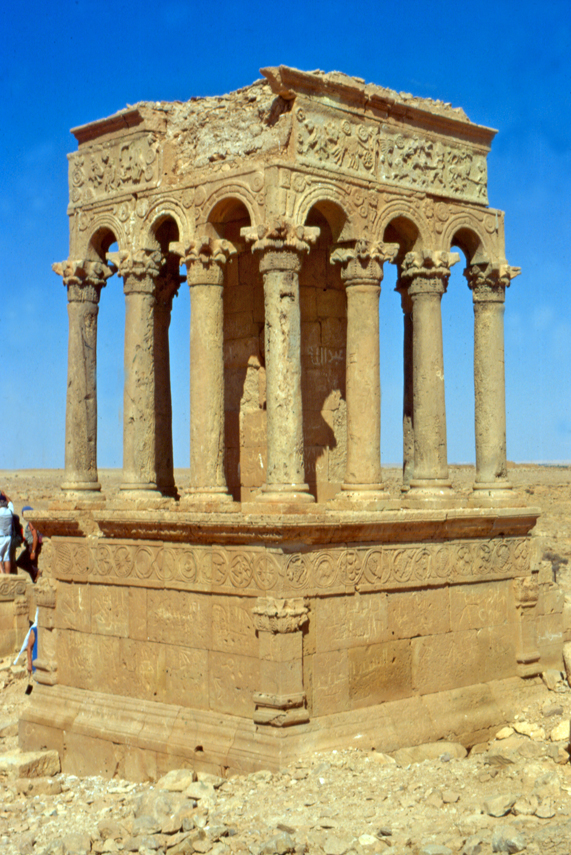
Tomba C della necropoli nord

Nella necropoli settentrionale, situata a circa 500 m ad ovest del centro cittadino, si conservano i resti di sette tombe in forma di tempio, datate tra l'inizio del IV e l'inizio del V secolo d.C. La maggior parte dei rilievi sono oggi conservati presso i musei di Leptis Magna e di Tripoli.
La tomba A conserva due camere funerarie su un alto basamento circondate da un colonnato con capitelli compositi su cui poggia un architrave dorico. Sulla facciata il fregio reca un'Iscrizione latina tra due aquile, che menziona i defunti (Marchius Nasif e Marchia Mathlich) a cui l'edificio è stato dedicato dai figli (Marchius Nimira e Fydel). Sul basamento sono presenti rilievi: due busti femminili, due contadini con un bue e un leone che attacca un altro animale. La tomba è datata all'inizio del IV secolo.
La tomba B ha una camera funeraria circondata da colonne con capitelli corinzi, sormontate da archi monolitici in pietra invece che da architravi. Fu costruita nel primo quarto del IV secolo da Marchius Metusan per i suoi genitori, Flavia Thesylgum e Marchius Fydel (il quale aveva in precedenza dedicato la tomba A ai propri genitori insieme al fratello). Un rilievo sopra la falsa porta mostra un capo tribù su un carro che riceve doni, mentre altri rilievi raffigurano scene di caccia.
La tomba C, simile alla B, fu edificata da Marchius Nimmire e Maccurasan per i propri genitori, Marchius Chullam e Varnychsin ed è datato probabilmente al secondo quarto del IV secolo. Si conservano i rilievi del fregio sopra gli archi sul lato ovest (un uomo che suona un'arpa, uno che reca un'anfora e un altro che sta cibando dei dromedari) e sul lato sud (un uomo che sta annaffiando i campi, muli, palme e scene di caccia).
Le tombe D-G sono meno conservate ad eccezione di alcuni rilievi che permettono una possibile datazione nel V secolo.

## Necropoli sud

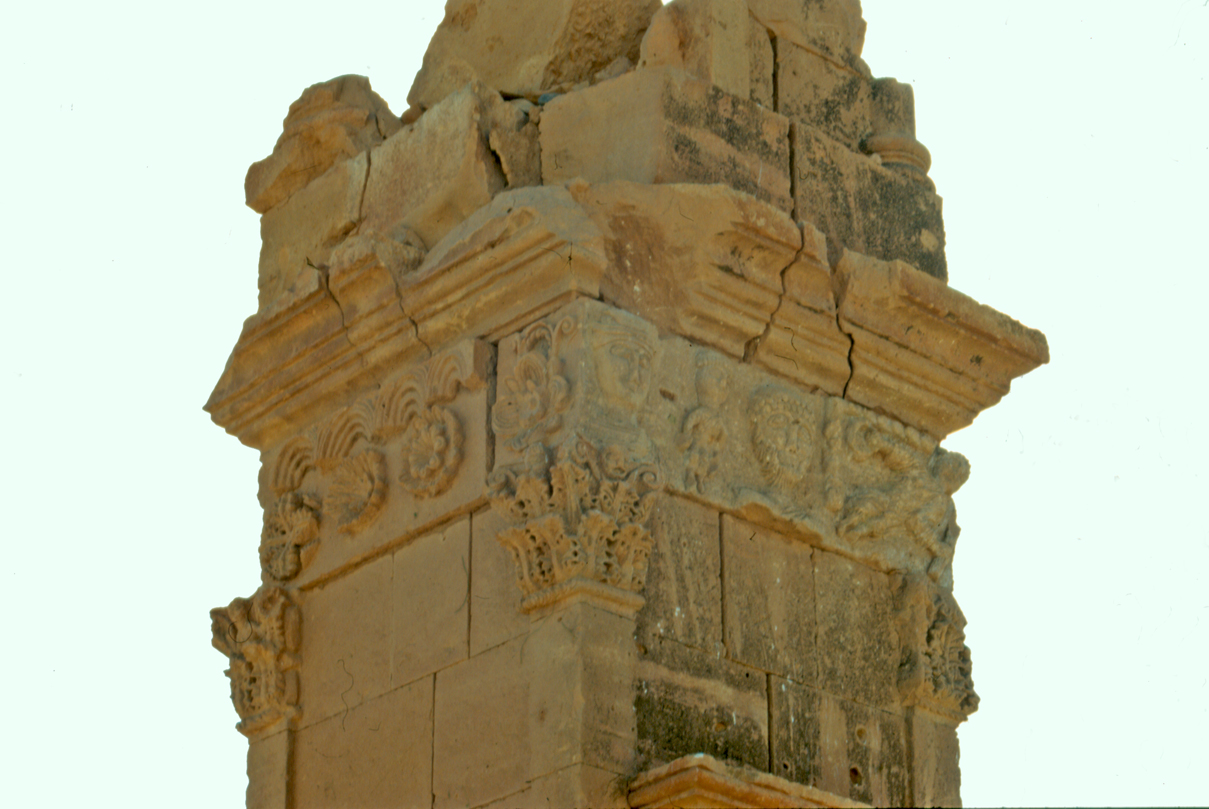
Tomba A della necropoli sud, particolare
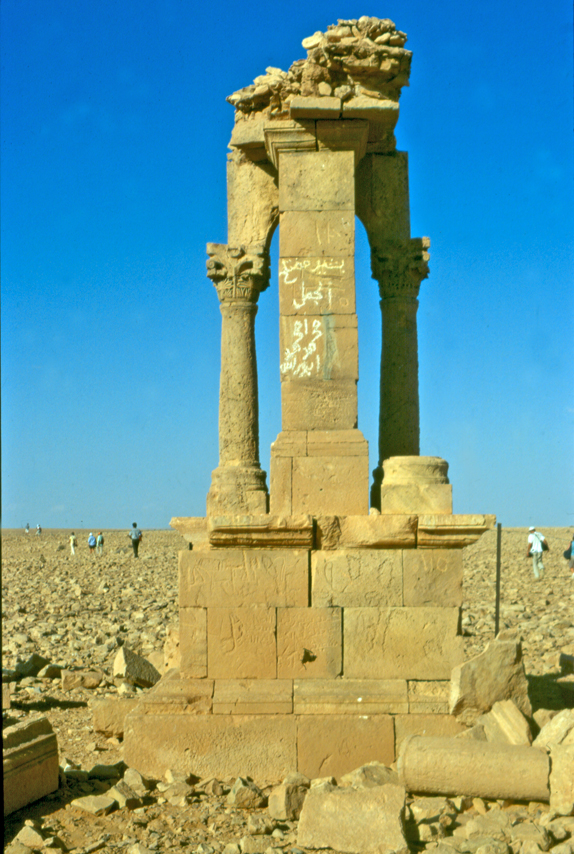
Tomba NN della necropoli sud

Nella necropoli meridionale, situata a circa 2 km ad ovest dal centro cittadino si conservano i resti di tombe a forma di obelisco, a tre piani, secondo la tradizione fenicio-punica. Le tombe sono prive di iscrizioni e sono state attribuite ad un secondo clan della città. La decorazione con pilastri angolari dell'alto basamento riprende gli ordini classici, mentre i rilievi hanno temi e stile indigeno.
Le due tombe meglio conservate sono la tomba A e il secondo piano di un altro mausoleo (tomba NN), che costituisce il secondo piano ricostruito di uno degli altri mausolei. Altri resti (rilievi e parti di edificio) sono conservati nel Museo di Tripoli.